# Stephen Barrett
Stephen Joel Barrett (* 1933) je americký psychiatr, spisovatel, spoluzakladatel National Council Against Health Fraud (NCAHF) a webmaster skeptického serveru Quackwatch. Provozuje několik webových stránek týkajících se šarlatánství a zdravotních podvodů. Zaměřuje se na ochranu spotřebitelů, lékařskou etiku a vědecký skepticismus. Četné zdroje uvádějí Quackwatch jako užitečný zdroj on-line informací pro spotřebitele.